# مراقبة قلب الجنين
مراقبة قلب الجنين (بالإنجليزية: Cardiotocography)‏ هي وسيلة تقنية لتسجيل ضربات قلب الجنين وتقلصات الرحم خلال الحمل. تُدعَى الآلة التي تُستخدَم لإجراء هذه المراقبة بجهاز مراقبة قلب الجنين، والمعروف أيضًا باسم جهاز مراقبة الجنين الإلكتروني.
اخترع الأطباء ألان برادفيلد وأورفان هيس وإدوارد هون مراقبة الجنين. طوّر كونراد هاماشر لاحقًا نسخة مُحدَّثة من أجل شركة هيولت باكارد.
يُستخدَم جهاز مراقبة قلب الجنين على نطاق واسع لتقييم صحة الجنين. وجدت مراجعة أنه في فترة ما قبل الولادة لا يوجد أدلة كافية تشير إلى أن مراقبة النساء ذوات الحمل عالي الخطورة تفيد الأم أو الطفل على الرغم من أن الأبحاث حول ذلك قديمة ويجب أن تُفسَّر بحذر. وجدت نفس المراجعة أن أجهزة مراقبة قلب الجنين المحوسبة أدت إلى عدد وفيات أطفال أقل بالمقارنة مع أجهزة مراقبة قلب الجنين التقليدية. هناك حاجة لأبحاث أحدث لتوفير معلومات أكثر حول هذه الممارسة.
قد تقود مراقبة قلب الجنين في بعض الأحيان إلى تدخلات طبية ليس بالضرورة أن يكون هناك حاجة لها. يستخدِم التحفيز الاهتزازي الصوتي للجنين (يصوت يجري تشغليه للطفل الذي لم يولد عن طريق بطن الأم) من أجل تحفيز الطفل ليصبح أكثر نشاطًا. قد يُحسَّن ذلك مراقبات قلب الجنين الخاصة بهم حتى لا تضطر الأم للخضوع للمراقبة لفترة طويلة. على أي حال، لم يجرِ تقييم سلامة هذه التقنية بشكل كامل، يجب تقصي ضعف السمع والاستجابة للشدة والتأثيرات الأخرى قبل استخدام هذه التقنية على نطاق واسع.

## الطريقة
يمكن استخدام مراقبة قلب الجنين الخارجية للمراقبة المستمرة أو المتقطعة. يُكشَف معدل ضربات قلب الجنين ونشاط عضلة الرحم بواسطة محولين يوضعان على بطن الأم (أحدهما فوق قلب الجنين لمراقبة معدل ضربات القلب والآخر في قاع الرحم لقياس تواتر التقلصات). يوفر تخطيط الصدى الدوبلري معلومات يجري تسجيلها على شريط ورقي يعرف باسم مخطط قلب الجنين. إن مراقبة قلب الجنين الخارجية مفيدة في إظهار بداية التقلصات ونهايتها، وكذلك التواتر، ولكن ليس قوة التقلصات. تتعلق القيم المطلقة لقراءات الضغط على جهاز المراقبة الخارجي بالموضع، ولا يكون حساسًا لدى الأشخاص الذين يعانون من البدانة. في الحالات التي تتطلب معلومات عن قوة التقلصات أو توقيتها الدقيق، يكون جهاز المراقبة الداخلي أكثر ملاءمة.
تستخدم مراقبة قلب الجنين الداخلية محولًا إلكترونيًا متصلًا مباشرة بفروة رأس الجنين. يجري توصيل قطب كهربائي بفروة رأس الجنين من خلال فتحة عنق الرحم ويكون موصولًا بالشاشة. يُطلق على هذا النوع من الأقطاب الكهربائية أحيانًا اسم قطب كهربائي حلزوني أو قطب فروة الرأس. توفر المراقبة الداخلية نقلًا أكثر دقة وثباتًا لمعدل ضربات قلب الجنين مقارنة بالمراقبة الخارجية لأن عوامل مثل الحركة لا تؤثر عليه. يمكن استخدام المراقبة الداخلية عندما تكون المراقبة الخارجية لمعدل ضربات قلب الجنين غير كافية أو عند الحاجة إلى مراقبة أوثق. لا يمكن استخدام القياس الداخلي إلا إذا تمزقت الأغشية (المياه الأمامية) إما بشكل عفوي أو مُحرَّض، وكان عنق الرحم مفتوحًا. من أجل قياس قوة التقلصات، تُمرَّر قسطرة صغيرة (قسطرة الضغط داخل الرحم) إلى داخل الرحم، متجاوزة الجنين. مقترنة مع جهاز مراقبة الجنين الداخلي، قد تعطي قسطرة الضغط داخل الرحم قراءة أكثر دقة لمعدل ضربات قلب الطفل وقوة التقلصات.
تُطبَع قراءة مراقبة قلب الجنين النموذجية على الورق و/أو تُخزَّن على كمبيوتر من أجل الرجوع إليها لاحقًا. رُكَّبت مجموعة متنوعة من أنظمة العرض المركزي لمراقبة قلب الجنين في عدد كبير من مشافي التوليد الموجودة في البلدان الصناعية مما يسمح بالمراقبة المتزامنة لعمليات التتبع المتعددة في موقع واحد أو أكثر. يتوافر عرض العلامات الحيوية للأم وإشارات ST والمراقبة الإلكترونية للمخاض في معظم هذه الأنظمة. دمج بعضها التحليل الحاسوبي لإشارات مراقبة قلب الجنين أو جمع بين تحليل بيانات ST ومراقبة قلب الجنين.

## التفسير
في الولايات المتحدة، رعى معهد يونيس كينيدي شرايفر الوطني لصحة الطفل والتنمية البشرية ورشة عمل من أجل وضع تسمية موحدة تُستخدَم في تفسير معدل ضربات قلب الجنين أثناء الولادة وأنماط تقلص الرحم. اعتمدِت هذه االتسمية من قبل جمعية صحة المرأة والتوليد والممرضات حديثي الولادة، والكلية الأمريكية لأطباء النسائية والتوليد، وجمعية طب الأم والجنين.
نشر كلا الكلية الملكية لأطباء النساء والتوليد ومجتمع التوليد وأطباء النساء في كندا تصريحات بالإجماع حول التسمية الموحدة لأنماط معدل ضربات قلب الجنين.
يتطلب تفسير تتبع مراقبة قلب الجنين وصفًا نوعيًا وكميًا لما يلي:
- نشاط الرحم (تقلصات)
- خط أساس معدل ضربات قلب الجنين
- تغير خط أساس معدل ضربات قلب الجنين
- وجود التسارعات
- التباطؤ الدوري أو النوبي
- تغيرات أو اتجاهات أنماط معدل ضربات قلب الجنين بمرور الوقت.

### نشاط الرحم
هناك عدة عوامل تستخدم في تقييم نشاط الرحم.
- التواتر- مقدار الوقت بين بداية تقلص واحد وبداية التقلص التالي.
- المدة- مقدار الوقت من بداية التقلص إلى نهاية نفس التقلص.
- الشدة- قياس مدى قوة التقلص. مع المراقبة الخارجية، يستلزم ذلك استخدام الجس لتحديد القوة النسبية. باستخدام قسطرة الضغط داخل الرحم، يُحدَّد ذلك من خلال تقييم الضغوط الفعلية كما هو موضح على الورقة.
- نغمة الراحة- قياس مدى استرخاء الرحم بين التقلصات. مع المراقبة الخارجية، يستلزم ذلك استخدام الجس لتحديد القوة النسبية. باستخدام قسطرة الضغط داخل الرحم، يُحدَّد ذلك من خلال تقييم الضغوط الفعلية كما هو موضح على الورقة.
- الفاصل الزمني - مقدار الوقت بين نهاية تقلص واحد وبداية التقلص التالي.

تحدد تسمية معهد يونيس كينيدي شرايفر الوطني لصحة الطفل والتنمية البشرية نشاط الرحم عن طريق تحديد عدد التقلصات الموجودة في نافذة زمنية مدتها 10 دقائق، بمتوسط يزيد عن 30 دقيقة. يمكن تحديد نشاط الرحم على أنه:
- عادي- يعادل 5 تقلصات أو أقل في 10 دقائق، خلال نافذة زمنية وسطية مدتها 30 دقيقة.
- سريع- أكثر من 5 تقلصات في 10 دقائق، خلال نافذة زمنية وسطية مدتها 30 دقيقة.

### خط أساس معدل ضربات قلب الجنين
تحدد تسمية معهد يونيس كينيدي شرايفر الوطني لصحة الطفل والتنمية البشرية خط أساس معدل ضربات قلب الجنين على النحو التالي: 
يُحدَّد خط أساس معدل ضربات قلب الجنين بتقريب متوسط معدل ضربات قلب الجنين وذلك بعد تقريبها إلى زيادات قدرها 5 ضربات في الدقيقة خلال نافذة زمنية مدتها 10 دقائق، مع استبعاد التسارعات والتباطؤات وفترات التغير الملحوظة لخط أساس معدل ضربات قلب الجنين (أكبر من 25 نبضة في الدقيقة). يجب أن يكون هناك ما لا يقل عن دقيقتين من مقاطع خط الأساس التي يمكن تحديدها (وليس بالضرورة أن تكون متجاورة) في أي نافذة زمنية مدتها 10 دقائق أو يكون خط الأساس لتلك الفترة غير محدد. في مثل هذه الحالات، قد يكون من الضروري الرجوع إلى نافذة العشر دقائق السابقة لتحديد خط الأساس. يُطلَق على خط الأساس غير الطبيعي بطء القلب عندما يكون معدل ضربات قلب الجنين أقل من 110 ضربة في الدقيقة؛ ويُطلَق عليه عدم انتظام ضربات القلب عندما يكون معدل ضربات قلب الجنين أكبر من 160 ضربة في الدقيقة. 

### تغير خط أساس معدل ضربات قلب الجنين
يعكس التغير المعتدل في خط أساس معدل ضربات قلب الجنين إيصال الأكسجين إلى الجهاز العصبي المركزي للجنين. إن وجوده مطمئن في التنبؤ بغياب الحمّاض الاستقلابي وأذية نقص الأكسجة لدى الجنين في وقت ملاحظته. على النقيض من ذلك، إن وجود الحد الأدنى من تغير خط أساس معدل ضربات قلب الجنين أو عدم وجود تغير في خط أساس معدل ضربات قلب الجنين لا يتنبأ بشكل موثوق بوجود حمّاض أو نقص أكسجة لدى الجنين؛ قد يكون نقص التغير المعتدل في خط أساس معدل ضربات قلب الجنين نتيجة لدورة نوم الجنين، أو نتيجة للأدوية، أو الخداج الشديد، أو التشوهات الخلقية، أو أذية عصبية موجودة مسبقًا. علاوة على ذلك، ترتبط زيادة (أو عندما يكون ملحوظًا) تغير خط أساس معدل ضربات قلب الجنين (انظر النمط المتعرج والنمط القافز) بنتائج سلبية على الجنين وحديثي الولادة. بناءً على مدة التغير، ينقسم زيادة تغير خط أساس معدل ضربات قلب الجنين إلى قسمين: نمط متعرج ونمط قافز لخط أساس معدل ضربات قلب الجنين. تعرّف تسمية معهد يونيس كينيدي شرايفر الوطني لصحة الطفل والتنمية البشرية تغير خط أساس معدل ضربات قلب الجنين بأنه:
يُحدَّد خط أساس تغير معدل ضربات قلب الجنين في نافذة زمنية مدتها 10 دقائق، باستثناء التسارعات والتباطؤات. يُعرَّف تغير خط أساس معدل ضربات قلب الجنين بأنه تأرجحات في معدل ضربات قلب الجنين تكون غير منتظمة السعة والتواتر. تُقاس التأرجحات بصريًا على أنها سعة الذروة إلى القاع في ضربة في الدقيقة. علاوة على ذلك، يُصنَّف خط أساس معدل ضربات قلب الجنين بواسطة السعة الكمية على النحو التالي:
- غائب - غير قابل للكشف
- الحد الأدنى - أكبر من الذي لا يمكن اكتشافه، ولكنه أقل من أو يساوي 5 ضربة في الدقيقة
- متوسط – 6 - 25 ضربة في الدقيقة
- ملحوظ - أكثر من 25 ضربة في الدقيقة

### النمط المتعرج لمعدل ضربات قلب الجنين
يُعرَّف النمط المتعرج لخط أساس معدل ضربات قلب الجنين على أنه تغيرات في سعة خط أساس معدل ضربات قلب الجنين تبلغ> 25 ضربة في الدقيقة (نبضة في الدقيقة) خلال مدة لا تقل عن دقيقتين ولا تزيد عن 30 دقيقة. على أي حال، وفقًا لدراسة أخرى، إن المدة التي تزيد عن دقيقة واحدة من النمط المتعرج تكون مرتبطة بزيادة خطر حدوث عواقب وخيمة على الولدان. على الرغم من أوجه التشابه في شكل أنماط خط أساس معدل ضربات قلب الجنين، فإن النمط المتعرج يُقسَّم من النمط القافز في مدته. وفقًا للاتحاد الدولي لطب النساء والتوليد، يُعرَّف النمط القافز بأنه تغييرات في سعة خط الأساس معدل ضربات قلب الجنين تبلغ> 25 ضربة في الدقيقة خلال مدة تزيد عن 30 دقيقة. في دراسة توليدية حشدية كبيرة نُشرت مؤخرًا للنمط المتعرج على نحو 5000 ولادة في مستشفى هلسنكي المركزي الجامعي، كتب ترافونان وباحثون آخرون (2020) أن:
ارتبط النمط المتعرج، مع أو بدون حدوث تباطؤات متأخرة في معدل ضربات قلب الجنين خلال تتبع مراقبة قلب الجنين أثناء الولادة، بحماض دم الحبل السري، وانخفاض درجات أبغار بعد 5 دقائق، والحاجة إلى تنبيب وإنعاش الرضيع حديث الولادة، وقبول في وحدة العناية المركزة لحديثي الولادة، ونقص السكر في الدم عند الأطفال حديثي الولادة خلال الـ 24 ساعة الأولى بعد الولادة. علاوة على ذلك، فإن «النمط المتعرج يسبق التباطؤات المتأخرة لمعدل ضربات قلب الجنين، وحقيقة أن نمط معدل ضربات قلب الجنين الطبيعي يسبق النمط المتعرج في غالبية الحالات يشير إلى أن النمط المتعرج هو علامة مبكرة على نقص الأكسجة الجنيني، مما يؤكد أهميته السريرية».

### النمط القافز لمعدل ضربات قلب الجنين
يُعرَّف النمط القافز لمعدل ضربات قلب الجنين بحسب إرشادات مراقبة قلب الجنين التي أصدرها الاتحاد الدولي لأمراض النساء والتوليد بأنه تغيرات خط أساس معدل ضربات قلب الجنين بأكثر من 25 ضربة في الدقيقة (نبضة في الدقيقة) خلال مدة > 30 دقيقة.
في دراسة أجريت عام 1992، عُرِّف أوبرين-أبل وبينيديتي النمط القافز لمعدل ضربات قلب الجنين على النحو التالي:
تغيرات سعة خط أساس معدل ضربات قلب الجنين بأكثر من 25 ضربة في الدقيقة بتواتر متأرجح يزيد عن 6 في الدقيقة مدة لا تقل عن دقيقة واحدة. إن الفيزيولوجيا المرضية للنمط القافز غير معروفة. وقد جرى ربطه بنقص الأكسجة سريع الترقي على سبيل المثال بسبب انضغاط الحبل السري، ويفترض أنه ناتج عن عدم استقرار الجهاز العصبي المركزي للجنين.
في دراسة أجراها نونس وباحثون آخرون (2014)، ارتبطت أربعة أنماط قافزة تتجاوز في مراقبة قلب الجنين أكثر من 20 دقيقة في آخر 30 دقيقة قبل الولادة بحماض استقلابي للجنين. وفقًا لهذه الدراسة، يعد النمط القافز حالة نادرة نسبيًا، وبالتالي وُجِدت فقط أربع حالات من ثلاث قواعد بيانات كبيرة.
في دراسة حديثة أجراها ترافونان وباحثون آخرون (2019)، تبيّن أن حدوث النمط القافز، مدة لا تقل عن دقيقتين، في تتبع مراقبة قلب الجنين أثناء المخاض كان مرتبطًا بنقص الأكسجة الجنيني الذي يتميز بمستويات إرثروبويتين الدم المرتفعة في الوريد السري وحماض دم الشريان السري عند الولادة في الأجنة البشرية. نظرًا لأن الأنماط القافزة قد سبقت تباطؤات متأخرة لمعدل ضربات قلب الجنين في معظم الحالات، يبدو أن النمط القافز هو علامة مبكرة على نقص الأكسجة الجنيني. بحسب الباحثين، فإن الوعي بهذا الأمر يمنح أطباء التوليد والقابلات الوقت لتكثيف المراقبة الإلكترونية للجنين والتخطيط للتدخلات الممكنة قبل حدوث اختناق الجنين.

### تسارعات
تعرف تسمية معهد يونيس كينيدي شرايفر الوطني لصحة الطفل والتنمية البشرية التسارع بأنه زيادة مفاجئة مرئية بصريًا في معدل ضربات قلب الجنين. تُعرَّف الزيادة المفاجئة على أنها زيادة من بداية التسارع إلى الذروة خلال 30 ثانية أو أقل. لكي يطلق عليها اسم تسارع، يجب أن تكون القمة تساوي أو أكبر من 15 ضربة في الدقيقة، ويجب أن يستمر التسارع 15 ثانية أو أكثر من البداية وحتى العودة إلى خط الأساس. التسارع المُطوَّل يستمر دقيقتين أو أكثر، ولكن أقل من 10 دقائق. يُعرَّف التسارع الذي يستمر 10 دقائق أو أكثر على أنه تغير في خط الأساس. قبل 32 أسبوعًا من الحمل، يُعرَّف التسارع على أنه تساوي أو أكبر من 10 ضربة في الدقيقة ومدة أكبر من أو تساوي 10 ثوانٍ.[بحاجة لمصدر]

### تباطؤات دورية أو نوبية
يشير مصطلح دوري إلى التباطؤات المرتبطة بالتقلصات، بينما يشير مصطلح نوبي إلى تلك التي لا ترتبط بالتقلصات. هناك أربعة أنواع من التباطؤات بحسب تسمية معهد يونيس كينيدي شرايفر الوطني لصحة الطفل والتنمية البشرية، وجميعها تُقيَّم بصريًا.
- يحدث التباطؤ المبكر نتيجة لزيادة التواتر المبهمي (زيادة نشاط العصب المبهم) بسبب انضغاط رأس الجنين أثناء التقلصات. تظهر المراقبة عادةً انخفاضًا تدريجيًا متناظرًا والعودة إلى خط الأساس لمعدل ضربات قلب الجنين المرتبط بتقلص الرحم. يستغرق التباطؤ «التدريجي» من البداية وحتى أخفض نقطة مدة 30 ثانية أو أكثر. تبدأ التباطؤات المبكرة وتنتهي في نفس وقت التقلصات تقريبًا، وتحدث النقطة المنخفضة لمعدل ضربات قلب الجنين في ذروة التقلص.[4]
- ينتج التباطؤ المتأخر عن قصور المشيمة، والذي يمكن أن يؤدي إلى ضائقة جنينية. تظهر المراقبة عادةً انخفاضًا تدريجيًا متماثلًا والعودة إلى خط الأساس لمعدل ضربات قلب الجنين بالتزامن مع تقلص الرحم. يستغرق التباطؤ «التدريجي» من البداية وحتى أخفض نقطة مدة 30 ثانية أو أكثر. على عكس التباطؤ المبكر، تحدث النقطة المنخفضة لمعدل ضربات قلب الجنين بعد ذروة التقلص، وتعود إلى خط الأساس بعد اكتمال التقلص.[4]
- عادة ما تحدث التباطؤات المتغيرة نتيجة انضغاط الحبل السري، وقد تؤدي التقلصات إلى زيادة انضغاط الحبل عندما يكون عالقًا حول عنق الجنين أو تحت كتفه. تُعرَّف على أنها انخفاض مفاجئ في معدل ضربات قلب الجنين، وتكون المدة أقل من 30 ثانية من بداية الانخفاض وحتى أخفض نقطة في معدل ضربات القلب. يكون الانخفاض في معدل ضربات القلب أكبر من أو يساوي 15 ضربة في الدقيقة، ويستمر 15 ثانية أو أكثر، وأقل من دقيقتين في المدة.[4] عندما ترتبط التباطؤات المتغيرة بتقلصات الرحم، فإن بدايتها وعمقها ومدتها يختلف عادةً باختلاف التقلصات المتعاقبة للرحم.[بحاجة لمصدر]
- التباطؤ المتطاول: انخفاض في معدل ضربات قلب الجنين عن خط الأساس أكبر من أو يساوي 15 ضربة في الدقيقة، وتستمر دقيقتين أو أكثر، ولكن أقل من 10 دقائق. أي تباطؤ يساوي 10 دقائق أو أكثر يعتبر تغيرًا في خط الأساس.[بحاجة لمصدر]

بالإضافة إلى ذلك، يمكن أن تكون التباطؤات متكررة أو متقطعة بناءً على تواترها (أكثر أو أقل من 50٪ من الوقت) خلال نافذة زمنية 20 دقيقة.

### تصنيف أنماط معدل ضربات قلب الجنين
قبل عام 2008، كان معدل ضربات قلب الجنين يُصنف على أنه «مطمئن» أو «غير مطمئن». اقترحت مجموعة عمل معهد يونيس كينيدي شرايفر الوطني لصحة الطفل والتنمية البشرية مصطلحات لنظام ثلاثي المستويات لتحل محل المصطلحات القديمة غير المحددة.
الفئة الأولى (طبيعي): ينبئ التتبع مع كل هذه النتائج بشدة بحالة حمض-أساس الجنين الطبيعية في وقت المراقبة، ويمكن متابعة الجنين بطريقة قياسية:
- معدل خط الأساس 110 - 160 ضربة في الدقيقة،
- تغير معتدل،
- غياب التباطؤات المتأخرة أو المتغيرة،
- قد تكون التباطؤات والتسارعات المبكرة موجودة أو غير موجودة.
- الفئة الثانية (غير محدد): لا ينبئ التتبع بحالة حمض-أساس الجنين غير الطبيعية، ولكن يشار إلى التقييم والمراقبة المستمرة وإعادة التقييم.
- بطء القلب مع تغير طبيعي في خط الأساس
- تسرع القلب
- الحد الأدنى من التغير الأساسي أو الملحوظ لخط أساس معدل ضربات قلب الجنين
- تسارعات: غياب التسارعات بعد تنبيه الجنين
- تباطؤات دورية أو نوبية: أطول من دقيقتين ولكن أقصر من 10 دقائق؛ تباطؤات متأخرة متكررة مع تغيرات معتدلة في خط الأساس
- تباطؤات متغيرة مع خصائص أخرى مثل العودة البطيئة إلى خط الأساس، وتجاوزات «الكتفين» المشاهدة (الحدبات على جانبي التباطؤ)
- الفئة الثالثة (غير طبيعي): ينبئ التتبع بحالة حمض-أساس الجنين غير الطبيعية في وقت المراقبة؛ هذا يتطلب التقييم والإدارة الفوريين:
- غياب التغير في خط الأساس، مع تباطؤات متغيرة أو متأخرة متكررة، أو بطء القلب؛ أو
- معدل ضربات قلب الجنين جيبي

### إرشادات المراقبة الجنينية أثناء الولادة المُحدَّثة من الاتحاد الدولي لأمراض النساء والتوليد لعام 2015
عدل الاتحاد الدولي لأمراض النساء والتوليد مؤخرًا الإرشادات الخاصة بمراقبة الجنين أثناء الولادة، مقترحًا التفسيرات التالي:
- طبيعي: لا يوجد نقص أكسجة / حماض، لا حاجة للتدخل من أجل تحسين حالة الأوكسجة لدى الجنين:
- خط الأساس 110 - 160 ضربة في الدقيقة
- تغير 5 - 25 ضربة في الدقيقة
- عدم وجود تباطؤات متكررة (تُعرَّف التباطؤات بأنها متكررة عند ارتباطها مع أكثر من 50٪ من التقلصات)
- مريب: احتمالية منخفضة لنقص الأكسجة / الحماض، يتطلب اتخاذ إجراء لتصحيح الأسباب القابلة للعكس إذا جرى تحديدها أو المراقبة الوثيقة أو الطرق المساعدة:
- تفتقر إلى خاصية واحدة على الأقل من السمات الطبيعية، ولكن دون وجود سمات مرضية.
- مرضي: احتمالية عالية لنقص الأكسجة / الحماض، يتطلب تدخلًا فوريًا لتصحيح الأسباب القابلة للعكس، أو الطرق المساعدة، أو إذا لم يكن ذلك ممكنًا لتسريع التسليم. في الحالات الحادة يجب أن تُجرى الولادة الفورية
- خط الأساس < 100 ضربة في الدقيقة
- انخفاض التغير أو زيادته أو النمط الجيبي
- التباطؤ المتكرر المتأخر أو المطول مدة تزيد عن 30 دقيقة، أو > 20 دقيقة في حالة انخفاض التغير (تُعرَّف التباطؤات بأنها متكررة عند ارتباطها مع أكثر من 50٪ من التقلصات)
- التباطؤ > 5 دقائق

## فوائد
وفقًا لمراجعة كوكرين من فبراير 2017، ارتبط مراقبة قلب الجنين بعدد أقل من الاختلاجات الوليدية، ولكن من غير الواضح ما إذا كان له أي تأثير على نتائج التطور العصبي على المدى الطويل. لا توجد فروق واضحة في الشلل الدماغي أو وفيات الرضع أو غيرها من المقاييس المعيارية لرفاهية الأطفال حديثي الولادة، ولا على أي نتائج ذات مغزى على المدى الطويل يمكن إظهارها. ارتبط مراقبة قلب الجنين المستمر مع ارتفاع معدلات العمليات القيصرية والولادات المهبلية التي تتطلب استخدام الأدوات. يرى المؤلفون أن التحدي يكمن في كيفية مناقشة هذه النتائج مع النساء لتمكينهن من اتخاذ قرار مدروس دون التأثير على السير الطبيعي للمخاض. يجب أن تركز الأبحاث المستقبلية على الأحداث التي تحدث أثناء الحمل والولادة والتي يمكن أن تكون سببًا لمشاكل طويلة الأمد لدى الطفل.